# The Fleet's In (1942)
The Fleet's In is een Amerikaanse muziekfilm uit 1942 onder regie van Victor Schertzinger.

## Verhaal
Casey Kirby is een verlegen matroos die ineens een reputatie als rokkenjager krijgt, als hij wordt gefotografeerd aan de zijde van een beroemde actrice. Zijn kameraden wedden met enkele andere zeelui dat hij in staat is om een afstandelijke nachtclubzangeres te versieren.

## Rolverdeling
| Acteur            | Personage       |
| ----------------- | --------------- |
| Dorothy Lamour    | The Countess    |
| William Holden    | Casey Kirby     |
| Eddie Bracken     | Barney Waters   |
| Betty Hutton      | Bessie Dale     |
| Leif Erickson     | Jake            |
| Betty Jane Rhodes | Diana Golden    |
| Barbara Britton   | Eileen Wright   |
| Cass Daley        | Cissie          |
| Jimmy Dorsey      | Orkestleider    |
| Gil Lamb          | Spike           |
| Jack Norton       | Kellogg         |
| Roy Atwell        | Arthur Sidney   |
| Robert Warwick    | Admiraal Wright |
| Jean Lorraine     | Danseres        |
| Roy Rognan        | Danser          |
| Bob Eberly        | Vocalist        |
| Helen O'Connell   | Vocaliste       |